# Аве (вітання)
А́ве (лат. Ave або Aue) — латинська фраза, яку стародавні римляни вживали як привітання. У перекладі з латини означає «будь здоровий» або «прощавай». Фраза є наказовою формою дієслова aveo, avere (бути здоровим).
Класична латинська вимова слова [ˈaweː], в церковній латині [ˈave].
Слово вживали для привітання Цезаря або інших чиновників. Ґай Светоній Транквілл писав, що римські гладіатори перед боєм зверталися до Цезаря зі словами «Ave Caesar! Morituri te salutant!» («Аве Цезарю, приречені на смерть вітають тебе!»).
Німецький аналог «Аве» — «Гайль» (Heil), використовували як вітання нацисти. Крім фонетичних відмінностей, були також відмінності в жесті підняття руки (у римлян — рука йде до вітального жесту від серця, у Німеччині — рука йде одразу від землі).
Текст католицької молитви до Діви Марії починається зі слів «Аве Марія». У православ'ї цій молитві відповідає Пісня Пресвятій Богородиці, що починається зі слів «Богородице Діво, радуйся», за грецьким православним зразком «Θεοτόκε Παρθένε, χαῖρε, κεχαριτωμένη Μαρία», взятим із євангельського тексту «Радуйся, Благодатна! Господь з Тобою».